# Bony de les Bigues
El Bony de les Bigues és una muntanya de 1.921 metres que es troba al municipi de les Valls de Valira, a la comarca de l'Alt Urgell.